# Herman Vendell
Herman Albert Vendell, född 10 juli 1853 i Helsingfors, död där 28 augusti 1907, var en finländsk språkforskare. 

## Biografi
Vendell var född i Helsingfors, men tillhörde en västnyländsk tjänstemanna- och bondesläkt. Han blev student 1871, filosofie kandidat 1876 och filosofie licentiat 1881 med en avhandling om estlandssvenska dialekter. Samma år utnämndes han till docent i svenska språket och litteraturen vid Helsingfors universitet. Ett förslag om att utnämna Vendell till extraordinarie professor röstades ned i konsistoriet.
Han var främst verksam som insamlare och utgivare inom språkvetenskapen och värnade om den svenska folkkulturen i Finland. Han översatte fornisländska sagor och bedrev studier i etymologi, ljud- och formlära, fornsvenska och äldre nysvenska lagtexter. Vendells bestående insats var främst nedtecknandet av svenska dialekter i Finland och Estland. Han var aktiv i Svenska landsmålsföreningen i Helsingfors, på vars uppdrag studenter under åren 1874–1902 samlade in omkring 22 000 dialektord. Detta resulterade i att Vendell kunde ge ut ordböcker över det nyländska allmogemålet och över dialekterna i Finnby kapellförsamling i Bjärnå och Pedersöre och Purmo i Svenska Österbotten. 
Vid forskningsresor till svenskbygderna i Estland och till Gammelsvenskby i Ukraina ledde hans insamlingsarbete till att dessa dialekter blev dokumenterade i Runömålet (1887) och tillsammans med Axel Olof Freudenthal i Ordbok öfver estländsk-svenska dialekterna. En stor del av Vendells manuskript är digitaliserade av Svenska litteratursällskapet i Finland och tillgängliga på nätet.
Trots sjukdom och synskada lyckades han 1897 påbörja arbetet med Ordbok öfver de östsvenska dialekterna. Fyra häften utkom 1904-1907. Det dröjde dock till 1976 innan man fortsatte med Vendells stora arbete, då utgivningen av Ordbok över Finlands svenska folkmål inleddes.

### Översättning
- Karl Jónsson (1885). Konung Sverre Sigurđssons saga efter Flatöboken / öfversättning, noter och anmärkningar af Herman Vendell. Helsingfors. Libris 1218042

### Utgivare
- Äldre Västgötalagen : normaliserad text jämte noter och anmärkningar till de studerandes tjänst / utgifven af Herman Vendell. Helsingfors. 1897. Libris 2382436